# Taxillus kaempferi
Taxillus kaempferi är en tvåhjärtbladig växtart som först beskrevs av Dc., och fick sitt nu gällande namn av Danser. Taxillus kaempferi ingår i släktet Taxillus och familjen Loranthaceae.

## Underarter
Arten delas in i följande underarter:
- T. k. grandiflorus
- T. k. obovata